# Institut d'art dramatique Boris-Chtchoukine
L’Institut d'art dramatique Boris-Chtchoukine est une école d'enseignement supérieur pour la formation de comédien et de metteur en scène qui fonctionne au sein du théâtre Vakhtangov à Moscou. Elle est fondée par Evgueni Vakhtangov en 1914 et porte le nom d'acteur Boris Chtchoukine depuis 1939. L'établissement se trouve au no 12a du Bolchoï Nikolopeskovski pereulok dans l'arrondissement Arbat. 

## Historique
On considère comme la date anniversaire de l'établissement le 23 novembre 1914, le jour du premier cours d'art dramatique donné par Evgueny Vakhtangov aux artistes de la troupe amateur formée en novembre 1913.
En 1917, la compagnie prend le nom de Studio dramatique Evgueny-Vakhtangov et connait les premiers succès. En 1920, Vakhtangov se sachant condamné par une maladie demande à la direction du théâtre d'art de Moscou d'en prendre le contrôle administratif. Ainsi, le studio devient le Troisième Studio du Théâtre d’Art.

## Anciens étudiants
- Olena Tchekan, actrice, scénariste, journaliste
- Boris Khmelnitsky, acteur
- Zinaïda Slavina, actrice
- Marianna Vertinskaïa, actrice